# Geometrická posloupnost
Geometrická posloupnost je druh matematické posloupnosti, kde každý člen kromě prvního je stálým násobkem předchozího členu. Tento násobek se nazývá kvocient geometrické posloupnosti a pro posloupnosti s nenulovými členy je roven podílu libovolného členu kromě prvního a členu předchozího.
Geometrickou posloupnost s nezápornými členy lze chápat jako zúžení exponenciální funkce na obor přirozených čísel (připouštíme však i základ 0 a 1) a proto i pro svou jednoduchost je jedním z nejdůležitějších typů posloupností.

## Vyjádření členů posloupnosti
Pro vyjádření n-tého členu geometrické posloupnosti s kvocientem q lze použít různé vztahy.

### Rekurentní zadání
Geometrické posloupnosti lze definovat jako řešení lineární rekurentní rovnice 1. řádu s konstantními koeficienty:
{\displaystyle a_{n+1}=a_{n}\cdot q}
Řešením lze zjistit vzorec pro libovolný člen:
{\displaystyle a_{2}=a_{1}\cdot q,\quad a_{3}=a_{1}\cdot q^{2},\quad \ldots ,\quad a_{n}=a_{1}\cdot q^{n-1}}
První člen a1 má libovolnou hodnotu (je to tzv. počáteční podmínka), obecný vztah pro n-tý člen se dokáže snadno matematickou indukcí.

### Zadání vzorcem pron-tý člen
{\displaystyle a_{n}=a_{1}\cdot q^{n-1}}.

### Příklad
Například je-li {\displaystyle a_{1}=2,q=3}, pak několik prvních členů geometrické posloupnosti je: 2, 6, 18, 54, 162, 486 …
Pro {\displaystyle a_{1}=1,q=-1} se jedná o posloupnost 1, -1, 1, -1, ...

## Kvocient
Pro kvocient q a libovolné členy posloupnosti {\displaystyle a_{r}} a {\displaystyle a_{s}} platí:
{\displaystyle {\frac {a_{r}}{a_{s}}}=q^{r-s}}

## Součet prvníchnčlenů
Součet prvních n členů geometrické posloupnosti se vypočítá (pro q≠1):
{\displaystyle s_{n}=a_{1}\cdot {\frac {q^{n}-1}{q-1}}=a_{1}\cdot {\frac {1-q^{n}}{1-q}}}
a pro q=1 samozřejmě (jedná se pak o konstantní aritmetickou posloupnost):
{\displaystyle s_{n}=n\cdot a_{1}}
Tento zvláštní případ lze také dostat z předchozího vzorce limitním přechodem pro {\displaystyle q\to 1}.
Vztahy platí v libovolném komutativním tělese, např. komplexních čísel.

### Příklad
Součet prvních pěti členů posloupnosti z předchozího příkladu ({\displaystyle a_{1}=2,q=3}) je:
{\displaystyle s_{5}=2\cdot {\frac {3^{5}-1}{3-1}}=242}

### Odvození vzorce
Součet prvních n členů geometrické posloupnosti lze vyjádřit jako {\displaystyle s_{n}=a_{1}+a_{2}+\ldots +a_{n}=a_{1}+a_{1}q+a_{1}q^{2}+\ldots +a_{1}q^{n-1}}.
Vynásobením obou stran rovnice kvocientem q vznikne
{\displaystyle s_{n}q=a_{1}q+a_{1}q^{2}+a_{1}q^{3}+\ldots +a_{1}q^{n}}.
Odečtením první rovnice od druhé vyjde {\displaystyle s_{n}q-s_{n}=a_{1}q^{n}-a_{1}}.
Takže (je-li q různé od 1) platí
{\displaystyle s_{n}=a_{1}{\frac {q^{n}-1}{q-1}}}.
Pro q = 1 je součet prvních n členů triviální, jedná se o (konstantní) aritmetickou posloupnost (lze dostat i limitním přechodem),
{\displaystyle s_{n}=na_{1}.}

### Jiný způsob odvození vzorce
Součet prvních {\displaystyle n} členů posloupnosti lze spočítat „hrubou silou“ následovně:
{\displaystyle s_{n}=a_{1}+a_{2}+\ldots +a_{n}},
kde členy {\displaystyle a_{2}\ldots a_{n}} lze vyjádřit pomocí {\displaystyle a_{1}}:
{\displaystyle s_{n}=a_{1}+a_{1}q+\ldots +a_{1}q^{n-1}},
přičemž ze součtu lze vytknout {\displaystyle a_{1}}:
{\displaystyle s_{n}=a_{1}\left(1+q+\ldots +q^{n-1}\right)}.
Obdobně lze získat i vztah pro součet prvních {\displaystyle n+1} členů (ve skutečnosti nás {\displaystyle s_{n+1}} příliš nezajímá, ale bude se hodit pro další odvozování):
{\displaystyle s_{n+1}=a_{1}+a_{2}+\ldots +a_{n+1}=a_{1}\left(1+q+\ldots +q^{n}\right)}
Tento vzorec se ovšem velmi podobá předchozímu vztahu pro {\displaystyle s_{n}}. V podstatě lze {\displaystyle s_{n+1}} vypočítat z {\displaystyle s_{n}} dvěma způsoby:
- Součet {\displaystyle s_{n+1}} má o jeden (poslední) člen více než {\displaystyle s_{n}}:

{\displaystyle s_{n+1}=s_{n}+a_{1}q^{n}\,}
- Závorka {\displaystyle \left(1+q+\ldots +q^{n}\right)} v {\displaystyle s_{n+1}} je vlastně závorka {\displaystyle \left(1+q+\ldots +q^{n-1}\right)} z {\displaystyle s_{n}} vynásobená {\displaystyle q} a ještě k ní je zleva přičtena 1:

{\displaystyle \left(1+q+\ldots +q^{n}\right)=1+q\left(1+q+\ldots +q^{n-1}\right)}
Po vynásobení {\displaystyle a_{1}} lze tuto skutečnost aplikovat na {\displaystyle s_{n+1}} a {\displaystyle s_{n}}:
{\displaystyle a_{1}\cdot \left(1+q+\ldots +q^{n}\right)=a_{1}\cdot 1+a_{1}\cdot q\left(1+q+\ldots +q^{n-1}\right)}
{\displaystyle s_{n+1}=a_{1}+qs_{n}\,}
Získali jsme tak dvě různé možnosti, jak vypočítat {\displaystyle s_{n+1}}. Protože tyto dvě možnosti musí dávat stejný výsledek, lze mezi ně položit rovnítko:
{\displaystyle s_{n}+a_{1}q^{n}=a_{1}+qs_{n}\,}
Z takto sestavené rovnice lze po několika úpravách získat hledaný vzorec pro výpočet {\displaystyle s_{n}} (v tomto okamžiku už pro nás vlastní součet {\displaystyle s_{n+1}} přestává být zajímavý):
{\displaystyle s_{n}-qs_{n}=a_{1}-a_{1}q^{n}\,}
{\displaystyle s_{n}\left(1-q\right)=a_{1}\left(1-q^{n}\right)\,}
{\displaystyle s_{n}=a_{1}{\frac {1-q^{n}}{1-q}}}

## Geometrická řada
Součet členů geometrické posloupnosti je označován jako geometrická řada.
Součet geometrické řady je dán jako limita posloupnosti n-tých částečných součtů. Platí tedy
{\displaystyle \lim _{n\to \infty }s_{n}=\lim _{n\to \infty }{\frac {a_{1}}{1-q}}-\lim _{n\to \infty }{\frac {a_{1}\cdot q^{n}}{1-q}}\rightarrow \lim _{n\to \infty }s_{n}=\left\{{\begin{matrix}{\frac {a_{1}}{1-q}}&{\mbox{ pro }}\left|q\right|<1\\\pm \infty ,&{\mbox{ pro }}q\geq 1,\ a_{1}\neq 0\\{\mbox{nekonverguje (osciluje)}}&{\mbox{ pro }}q\leq -1\end{matrix}}\right.}
Geometrická řada tedy konverguje, je-li absolutní hodnota kvocientu q menší než 1.

### Vyjádření periodického čísla zlomkem pomocí geometrické řady
Příklad
Napište jako zlomek s celočíselným čitatelem i jmenovatelem: {\displaystyle 0,{\overline {7}}}
Zapíšeme nejprve jako desetinný rozvoj:
{\displaystyle 0,{\overline {7}}={\frac {7}{10}}+{\frac {7}{100}}+{\frac {7}{1000}}+}...
Pak {\displaystyle q={\frac {1}{10}}} (|q| < 1) → konvergentní řada → můžeme vypočítat její součet pomocí vzorečku:
{\displaystyle s={\frac {a_{1}}{1-q}}}
kde {\displaystyle a_{1}} = 1. člen posloupnosti, q = kvocient
{\displaystyle s={\frac {\frac {7}{10}}{1-{\frac {1}{10}}}}={\frac {7}{10-1}}={\frac {7}{9}}}
{\displaystyle 0,{\overline {7}}={\frac {7}{9}}}

## Souvislost s geometrickým průměrem
Pro geometrickou posloupnost komplexních čísel platí, že absolutní hodnota každého členu kromě prvního je geometrickým průměrem absolutních hodnot sousedních členů:
{\displaystyle \ |a_{n}|={\sqrt {|a_{n-1}|\cdot |a_{n+1}|}}}
Obráceně pokud tato vlastnost platí pro všechny členy posloupnosti (s nezápornými členy) počínaje druhým, tak se jedná o geometrickou posloupnost. Dokáže se např. převedením na aritmetickou posloupnost (logaritmováním).

## Souvislost s aritmetickou posloupností
Je-li posloupnost {\displaystyle g_{n}} geometrická s kladnými členy, tak je posloupnost {\displaystyle \log _{b}g_{n}} aritmetická (pro libovolný základ b>0, b≠1).
Je-li posloupnost {\displaystyle a_{n}} aritmetická, tak je posloupnost {\displaystyle b^{a_{n}}} geometrická (pro libovolný základ b≥0).